# امی رز
امی رز یک کاراکتر خیالی حاضر در بازی، فیلم و کمیک های سونیک است که به دست سگا ساخته شد. همچنین سازنده او ادعا کرده کارمندان بخش های مختلف در ساخت امی دست داشتند. امی اولین بار در بازی سونیک سی دی توسط متال سونیک گروگان گرفته شد و شما در نقش سونیک باید او را نجات دهید، همین الان هم می توانید بازی را در موبایل خود دانلود کنید. او همچنان کار سرنوشت سازی در داستان بازی سونیک ادونچر ۲ و بازی شدو خارپشت کرد.
قدرت اصلی امی چیست؟ قدرت اصلی او چکشی به نام پیکو پیکو است.جالب است بدانید امی تنها کسی است که می تواند آن چکش به آن سنگینی را بلند کند. او به سرعت با استفاده از چکشش به دشمن می زند و او را به هوا پرتاب می کند. قابلیت های دیگر چکش، اگر چکش را به طرف خودش به زمین بکوبد به هوا پرتاب می شود.
امی نژاد یک جوجه تیغی را دارد، اما بعضی ها او را با گربه اشتباه می گیرند.امی بالای سرش سه تا تیغ دارد که اگر کسی به آن سه تیغ برخورد کند بلایی سرش می آید.جالب است بدانید فقط خارپشت ها می تواند به آن سه تیغ دست بزند و هیچ اتفاقی برایشان نمی افتد.